# 匈牙利工人黨
匈牙利工人黨（匈牙利語：Magyar Munkáspárt）是一個匈牙利共產主義政黨。該黨堅持反對資本主義，積極參與反對帝國主義的活動。

## 歷史
該黨成立于1989年12月17日，由原匈牙利社會主義工人党的部分不同意党改组为匈牙利社会党的成员组成，成立初期也取名为匈牙利社會主義工人党。
1993年，該黨更名為工人党，部分党员不同意这一决定，另外成立了一个匈牙利社會主義工人党。2005年11月12日，該黨更名為匈牙利共產主義工人黨。与此同时，黨內部分成員退党并組建了匈牙利工人党2006，由弗拉坦努洛·亚诺什领导。
該黨反對匈牙利加入北約，同時於1996年，該黨在全國範圍內發起反對加入北約的簽名活動，但是無法阻止匈牙利加入北約。該黨先後反對匈牙利軍隊參與北約軍事行動以及北約配合美國入侵伊拉克的戰爭。其他對外政策：
- 支持和平與公正的解決中東衝突，和一個進步的阿拉伯世界
- 敦促匈牙利政府積極同他國建立良好的國家關係
- 支持匈牙利加入歐盟

2005年，由於與匈牙利工人黨2006分裂，該黨將名字改為匈牙利共產主義工人黨。2006年4月9日，該黨在匈牙利议会選舉中，獲得了0.41%選票。2009年5月1日，該黨退出欧洲左翼党。
由於匈牙利欧尔班右翼政府於2013年1月開始实行所谓“禁止公開使用20世紀極權政府的名字”的法令，2013年5月14日，該黨决定将党名改為匈牙利工人黨，并声明将继续同资本主义抗衡。